# JCK MMA
Jue Cheng King (chino: JCK战觉城; pinyin: JCK Zhàn Jué Chéng), también conocida como JCK MMA, es una organizaciones de artes marciales mixtas con sede en China. Actualmente está asociada con la plataforma UFC Fight Pass. JCK MMA es una de las principales promotoras de MMA en el país.

## Historia
Jue Cheng King se originó en 2019. Su primer evento, JCK 1, se llevó a cabo el 29 de noviembre de 2019 en Taiyan, Shanxi.
En 2021, JCK MMA fue elegido ganador de la Selección Nacional de IP Top 10 de 2021 en la categoría de deportes.
En junio de 2022, JCK MMA firmó un acuerdo multievento con la promotora Ultimate Fighting Championship para que sus peleas se transmitan a través de su plataforma de transmisión UFC Fight Pass. Los peleadores que se entrenaron en el UFC Performance Institute en Shanghái participaron en sus eventos de 2022. 

## Formato
El formato de la promoción es similar al de Professional Fighters League, ya que tiene un formato de torneo por temporada. Hay 32 peleadores por categoría de peso. Cada peleador tiene cinco combates garantizados por temporada para determinar la clasificación. En cada división, los mejores clasificados competirán entre sí en una final de desempate. El ganador recibirá un premio en efectivo de ¥1 millón de RMB (US$150.000).